# جو بونسون
جو بونسون (انگلیسی: Joe Bonson؛ ۱۹ ژوئن ۱۹۳۶ – ۲۹ نوامبر ۱۹۹۱) بازیکن فوتبال اهل بریتانیا بود.
از باشگاه‌هایی که در آن بازی کرده‌است می‌توان به باشگاه فوتبال دونکستر راورز، باشگاه فوتبال نیوپورت کانتی، باشگاه فوتبال اسکانتورپ یونایتد، باشگاه فوتبال ولورهمپتون واندررز، باشگاه فوتبال لینکولن سیتی، باشگاه فوتبال برنتفورد، و باشگاه فوتبال کاردیف سیتی اشاره کرد.